# Odontotrypes gnom
Odontotrypes gnom är en skalbaggsart som beskrevs av Nikolajev 2009. Odontotrypes gnom ingår i släktet Odontotrypes och familjen tordyvlar. Inga underarter finns listade i Catalogue of Life.